# Psittacanthus calcaratus
Psittacanthus calcaratus är en tvåhjärtbladig växtart som beskrevs av A. C. Smith. Psittacanthus calcaratus ingår i släktet Psittacanthus och familjen Loranthaceae. Inga underarter finns listade i Catalogue of Life.